# Streuexperiment
Ein Streuexperiment ist ein Versuch in der Atom-, Kern- oder Teilchenphysik. Geschichtlich ausgehend vom Rutherford-Versuch sucht man durch Beschuss eines Materials mit einem Teilchenstrahl die Eigenschaften des Materials, d. h. der Teilchen, aus denen dieses besteht, zu erforschen. Wenn bei dem Beschuss nicht nur die Geschossteilchen abgelenkt werden, sondern beispielsweise neue Teilchen entstehen, spricht man von Reaktionen.

## Unterscheidung nach der Art des Targets

### Fix-Target-Experiment
Mit einem Teilchenstrahl aus Atomen, Ionen oder Elektronen schießt man auf einen Block oder eine Folie aus einem Material, das untersucht werden soll. Durch die Verteilung der gestreuten oder sonst austretenden Teilchen kann man Rückschlüsse auf die Eigenschaften des Targets (engl. Ziel) ziehen.
Als Beispiel kann der Rutherford-Versuch betrachtet werden.

### Collider-Experiment
Zwei Teilchen aus gegenläufigen Strahlen werden zur Kollision gebracht. Dadurch können weit höhere Energieumsätze erreicht werden (siehe Colliding-Beam-Experiment). Dies ermöglicht, den Aufbau der Materie auf noch kleineren Größenskalen zu untersuchen. 
Ein Beispiel ist das ATLAS-Experiment.

## Unterscheidung nach der Art der Streuung

### Elastische Streuung
Elastische Streuung, bei der definitionsgemäß die kinetische Energie insgesamt erhalten bleibt (elastischer Stoß), gibt keine Auskunft über die Struktur der Teilchen selbst, sondern über das Feld in seiner Umgebung, wie beispielsweise der Rutherford-Versuch. Ein Ergebnis ist eine obere Grenze für die räumliche Ausdehnung des Streutargets.

### Inelastische Streuung
Kommt das Geschossteilchen dem Targetteilchen genügend nahe – entweder weil seine Energie groß genug ist, um abstoßende Potentiale zu überwinden, oder weil es wie Neutronen oder Neutrinos keinen Feldkräften unterliegt – können inelastische Streuvorgänge auftreten, d. h. kinetische Energie wird in innere Energie des Targetteilchens umgewandelt. Stellt man im Experiment inelastische Streuvorgänge fest, kann man aus den Ergebnissen auf Eigenschaften des Targets rückschließen.

### Quasielastische und tief inelastische Streuung
Liegt die Energie des Geschossteilchens so hoch, dass dessen De-Broglie-Wellenlänge sehr viel kleiner als die Ausdehnung der Targetteilchen ist, kann man damit dessen Bestandteile auflösen. So kann bei der Streuung an einem Atomkern eine Wechselwirkung mit einem seiner Nukleonen (Proton oder Neutron) stattfinden, das man näherungsweise als ungebundenes Teilchen betrachten kann. Man spricht dann von quasielastischer Streuung.
Bei noch höheren Energien findet Streuung an einzelnen Quarks im Nukleon statt. Diese quasielastische Streuung am Quark bezeichnet man als tief inelastische Streuung am Nukleon.